# Ђанфранко Фини
Ђанфранко Фини (итал. Gianfranco Fini; Болоња, 3. јануар 1952) је италијански политичар.
Био је секретар Фронта младости, затим секретар Италијанског социјалног покрета, од 1995. председник Националне алијансе (АН) пуних тринаест година од свог оснивања до 2008.
Године 2009. АН улази у нову партију Народ слободе(ПдЛ). Међутим ради сукоба са лидером ПдЛ-а Силвијем Берлусконијем у јулу 2010, Фини излази из странке и оснује нови покрет под називом Будућност и слобода за Италију.
Фини је био потпредседник Савета министара владе Берлускони II и III као и министар иностраних послова.
Од 30. априла 2008. до 15. марта 2013. био је председник је Дома посланика. Између осталог председава Фондацију Фарефутуро (FareFuturo).